# Вёрджин (команда Формулы-1)
Virgin Racing — автогоночная команда, выступавшая в Формуле-1 в 2010 и 2011 сезонах. Право на выступление получила 12 июня 2009 года, так же как и две другие команды новичков. Прообраз команды, Manor Motorsport, более известна как команда Формулы-3, ныне участвующая в Евросерии Формулы-3. Команда должна была выступать под именем Manor Grand Prix, но к началу сезона 2010 команда была куплена Ричардом Брэнсоном и сменила название на Virgin Racing. Лицензия у команды была британская. Компания Marussia Motors в лице её руководителя и основателя Николая Фоменко, в 2010 году являлась спонсором команды. Кроме того, Фоменко также выполнял роль главы инженерного департамента. В конце 2010 года Брэнсон продал компании Marussia Motors контрольный пакет акций команды, и команда в 2011 сезоне выступала под названием Marussia Virgin Racing. На лондонской презентации шасси MVR-02 было объявлено, что команда будет выступать под российским флагом, однако добиться этого удалось только к началу следующего, 2012 сезона, а весь 2011 сезон лицензия команды осталась британской, шасси команды все также именовались Virgin. Наконец, перед сезоном 2012 года Брэнсон продал и оставшиеся акции, и вследствие перерегистрации команды с российской автоспортивной лицензией она была преобразована в новую команду Маруся, Оба сезона команда Virgin использовала двигатели Cosworth.

## История
Разочарованные маркетинговым эффектом и непомерно растущими бюджетами, многие серьёзные компании начали покидать Формулу 1. Экономический кризис 2008 года только усилил это стремление. В начале 2008 года чемпионат покинула Super Aguri. В 2009 году Honda также ушла из чемпионата, став Brawn GP. В сезоне 2009 года в Формуле 1 выступало 10 команд и сложно было представить, что ни у кого из них в ближайшем будущем не будет финансовых проблем. Ведь даже окончательный официальный список участников был опубликован только 23 марта 2009 года. Ещё в феврале, тогдашний президент FIA, Макс Мосли, выразил надежду, что в 2010 году на стартовой решетке будет 12 команд, а затем FIA объявила о желании увеличить стартовую решетку до 13 команд.
Всего в FIA получили 15 заявок, из которых 12 были допущены к первоначальной проверке. В итоге 12 июня 2009 года FIA опубликовала список 13 команд, которые должны были принять участие в чемпионате мира Формула 1 2010 года, из которых трое были новичками: Team USF1, Campos Meta 1 и Manor Grand Prix.
Manor Grand Prix — британская команда, детище английской компании Manor Motorsport, участника британской Формулы 3, под руководством бывшего гонщика, Джона Бута, а также известного инженера Ник Вирта (ранее работал главным конструктором Benetton). Компания Ника Вирта Wirth Research, ранее фигурировала в списках претендентов на место в Формуле 1, в отличие от Manor Motorsport.
После публикации участников 2010 года, Wirth Research подтвердила, что является эксклюзивным партнёром команды Manor Grand Prix, совместно с которой будет создавать машину Формулы 1 для чемпионата 2010 года.
Ник Вирт, глава компаний WR Technology Ltd и Wirth Research:

До недавнего времени даже самые близкие друзья и члены моей семьи могли бы подтвердить, что я не испытывал ни малейшего интереса к разработке машин Формулы 1. Но введение принципа бюджетного лимитирования открывает великолепные возможности, позволяя конструктору проявить все его искусство и добиться максимально эффективного использования ресурсов. Поэтому участие в Формуле 1 приобрело экономическую осмысленность и стало чрезвычайно интересным для Wirth Research. Мы постараемся использовать все наши ноу-хау, успешно воплощенные в наших предыдущих машинах.
…
Мы считаем, что этот проект предоставляет великолепную возможность продемонстрировать качество нашей работы, расширить спектр используемых нами технологий и инженерных возможностей на благо всех наших нынешних и будущих клиентов, в том числе, и за пределами Формулы 1— http://www.f1news.ru/news/f1-50552.html
Джон Бут, руководитель Manor Motorsport:

Мы долго работали над проектом, ключевым фактором стала беседа с Ником Виртом, прошедшая четыре или пять месяцев назад. Ник — блестящий специалист, он очень хорош в разработке и производстве машин, а у нас есть умение управлять командой. Manor Grand Prix базируется на привычных ценностях Йоркшира — аккуратности и эффективности. Ник — наш партнёр, я верю в его людей.
…
Я всегда говорил, что мы сосредоточимся на F3, и считаю этот чемпионат вершиной автоспорта за пределами Формулы 1. До заявления об ограничении бюджетов никто, кроме крупнейших автопроизводителей, не мог сделать этот шаг, не мог потратить сто миллионов фунтов. Новый подход FIA к контролю над затратами открыл дверь для команд, наш первый план был разработан с учётом ограничения с 30 миллионов фунтов.— http://www.f1news.ru/interview/booth/50561.shtml
Команда для Формулы 1 создавалась на основе базы Manor Motorsport для британской Формулы 3, площади которой составляли — 8500 квадратных футов, но затем планировалось их увеличить ещё на 6000 квадратных футов. Впрочем у Manor было в Великобритании две базы, одна в Шеффилде, а другая — в Бистере. Поставщиком двигателей стала компания Cosworth, как и для двух других команд новичков. А конструированием шасси занялся Ник Вирт и его компания Wirth Research Limited полностью с помощью использования цифровых технологий. Таким же образом предполагалось проводить модернизацию и тесты.
К концу июля 2009 года, появилась новость о том, что спонсором Manor Grand Prix станет концерн Virgin, британского миллиардера Ричарда Брэнсона и команда может сменить своё название. В 2009 году Virgin спонсировала Brawn GP. 26 ноября 2009 года Manor Grand Prix вместе с Lotus вступили в FOTA. Manor стала последней командой новичков оформившей в ней членство, две другие стали членами FOTA ещё в сентябре. В начале декабря появились слухи о подписании контракта между Virgin Group и Manor, но официальное объявление затягивалось. В прессе сообщалось, что стороны ведут переговоры, а в середине декабря 2009 года, стало известно, что совладельцем станет банковская группа Lloyds, которая вложит в проект 10 миллионов фунтов. А 15 декабря 2009 года, на лондонской пресс-конференции было представлено новое название команды — Virgin Racing, новый логотип и состав пилотов.
Первым гонщиком команды стал Тимо Глок, чемпион GP2 Series 2007 года. После двух лет в Toyota, 17 ноября 2009 года было объявлено о подписании контракта с немецким пилотом. Напарником Глока стал бразилец Лукас ди Грасси, для которого предстоял дебют в Формуле 1. Запасным и тест-пилотом стал португалец Альвару Паренте.

## Сезон-2010
17 ноября 2009 года стало известно, что одним из гонщиков команды станет Тимо Глок, ранее выступавший за Toyota F1. 15 декабря 2009 года было объявлено о контракте с бразильским гонщиком Лукасом ди Грасси, ранее выступавшим в серии GP2.
Технический директор Virgin Racing Ник Вирт сконструировал Virgin VR-01, используя для расчётов аэродинамики исключительно средства вычислительной гидродинамики (CFD). Получившееся шасси оказалось одним из самых медленных в пелетоне. Свою роль в этом сыграли и закупавшиеся Virgin двигатели Cosworth V8, наименее мощные из всех доступных. Кроме того, при проектировании VR-01 была допущена ошибка в расчётах при вычислении объёма топливного бака. Поскольку с 2010 года вступил в силу запрет на дозаправку в течение гонки, в течение нескольких первых Гран-при болиды Virgin не могли добраться до финиша, двигаясь в гоночном темпе. Всё это привело к тому, что сезон 2010 года Virgin Racing закончила на последнем месте в Кубке конструкторов, не набрав ни одного очка и уступив конкурентам из Lotus Racing и HRT по количеству финишей на 13-м и 14-м местах.
По окончании сезона-2010 было объявлено о том, что в следующем году место ди Грасси в кокпите Virgin займёт бельгиец Жером д'Амброзио.

## Marussia Virgin Racing

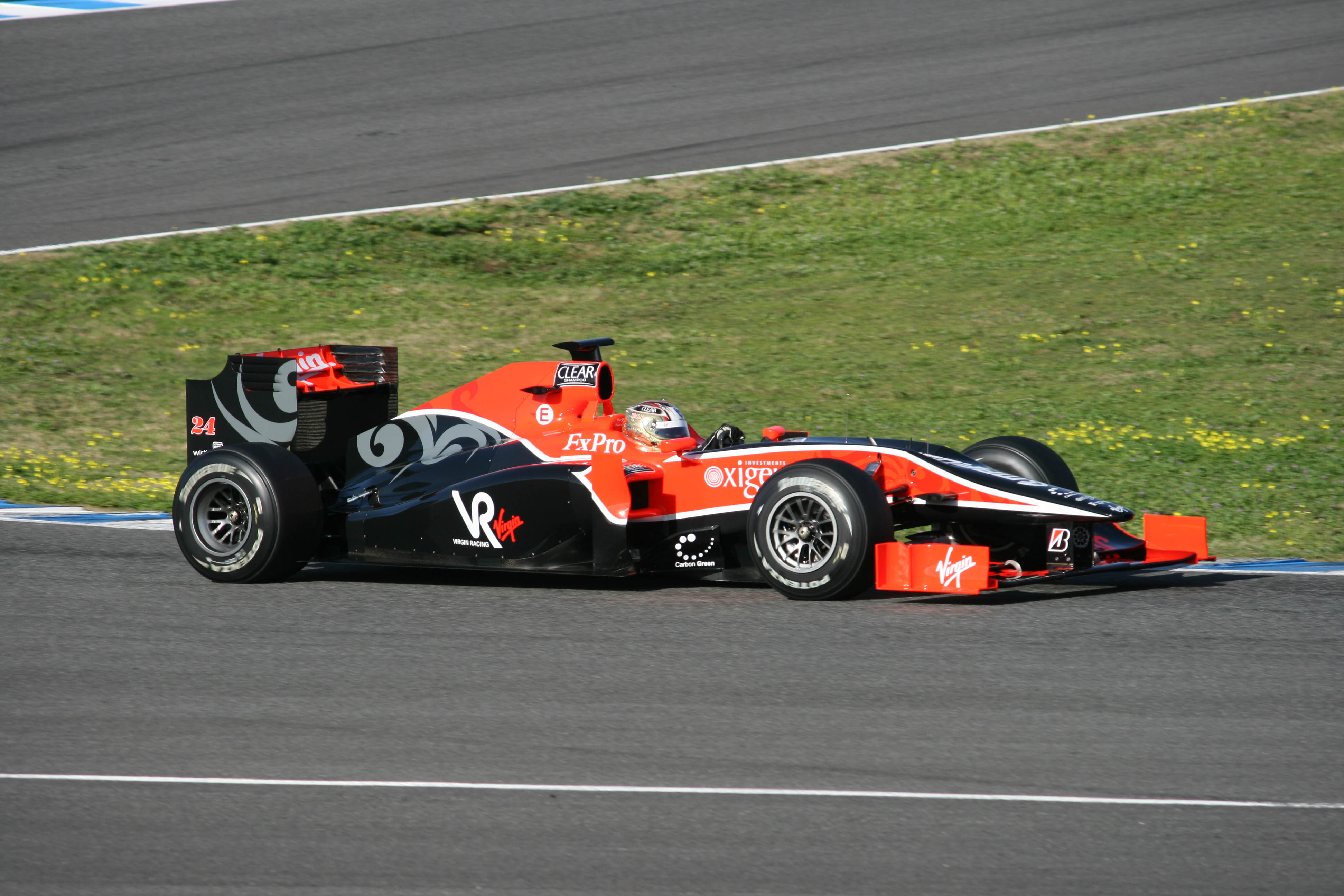
Тимо Глок за рулём Virgin VR-01 на предсезонных тестах в Хересе

11 ноября 2010 года было сообщено, что владельцем команды стала российская компания Marussia Motors и со следующего сезона команда будет называться Marussia Virgin Racing 
По словам создателя и официального представителя Virgin Racing Ричарда Брэнсона, это определённо хорошее событие для Ф-1 и его команды в частности. «Marussia поддерживала нашу команду весь сезон и мы рады представить их в качестве главных акционеров Virgin Racing», — заявил Брэнсон.

## Сезон-2011
Перед началом сезона 2011 года в команде произошли кадровые изменения: Грэм Лоудон стал президентом Marussia Virgin, Николай Фоменко возглавил инженерный департамент команды.. Команда в сезоне 2011 года официально выступает по российской лицензии, несмотря на то, что штаб-квартира команды и персонал остались на своём прежнем месте дислокации — в британских городах Шеффилд и Бистер.
Контракты пилотов были подписаны с Тимо Глоком и бельгийцем Жеромом Д’Амброзио.
В течение первых нескольких Гран-при пилоты, управляющие Virgin MVR-02, стабильно оккупировали в квалификации и гонке места позади Team Lotus и впереди HRT, занимая в силу этого к 7 этапу чемпионата предпоследнее место в Кубке конструкторов. Это не согласовывалось с ожиданиями руководства команды, и после Гран-при Монако 2011 года было объявлено, что Ник Вирт более не занимает позицию главного конструктора Marussia Virgin Racing, а контракт с его компанией Wirth Research прекращает действовать. Пригласив в качестве технического консультанта и неофициального главного конструктора Пата Симондса, команда планирует вернуться к традиционным методам разработки болида, в частности, арендовать или выкупить аэродинамическую трубу для расчётов потоков воздуха. Ходили слухи, что Marussia Virgin Racing планирует выкупить базу бывшей команды Arrows, однако на момент начала Гран-при Канады 2011 года эти слухи не получили подтверждения.
В июле 2011 года объявлено о заключении партнёрского соглашения Marussia Virgin и McLaren.
После сезона 2011 года на основе команды Marussia Virgin Racing была образована команда Marussia F1 Team, выступающая в Формуле 1 с 2011 года.

## Результаты выступлений
| Легенда к таблице |                                                                    |
| --- | ------------------------------------------------------------------ |
| В таблице перечислены результаты всех Гран-при Формулы-1, в которых принимала участие команда. Строками таблицы являются сезоны, столбцами — этапы чемпионата мира. В каждой клетке указаны сокращённое название этапа и результаты гонщиков команды, дополнительно обозначенные цветом. Расшифровка обозначений и цветов представлена в нижеследующей таблице. |                                                                    |
| \| Пример \| Описание \| \| ------------ \| ------------------------------------------------------------------ \| \| 1 \| Победитель \| \| 2 \| Второе место \| \| 3 \| Третье место \| \| 5 \| Финишировал, заработав очки \| \| Сход \| Не финишировал, но при этом заработал очки \| \| 12 \| Финишировал, не получив очков \| \| НКЛ \| Финишировал, но не попал в финальную классификацию \| \| 15 \| Участвовал вне зачёта, либо по отдельной классификации \| \| 18 \| Не финишировал, но попал в финальную классификацию \| \| Сход \| Не финишировал \| \| НКВ \| Не прошёл квалификацию \| \| НПКВ \| Не прошёл предквалификацию \| \| ДСК \| Дисквалифицирован \| \| ИСК \| Исключён из протокола соревнований \| \| ТТ \| Заявлен для участия только в тренировках \| \| НС \| Участвовал в квалификации, но не стартовал в гонке \| \| Т \| Травмирован или болен \| \| ОТК \| Отказ от участия \| \| НТР \| Прибыл на соревнования, но на трассу не выезжал \| \| НПР \| Был заявлен в числе участников, но не прибыл к началу соревнований \| \| О \| Соревнования отменены \| \| \| Не участвовал \| \| Поул-позиция \| \| \| Быстрый круг \| \| |                                                                    |
| Пример | Описание                                                           |
| 1 | Победитель                                                         |
| 2 | Второе место                                                       |
| 3 | Третье место                                                       |
| 5 | Финишировал, заработав очки                                        |
| Сход | Не финишировал, но при этом заработал очки                         |
| 12 | Финишировал, не получив очков                                      |
| НКЛ | Финишировал, но не попал в финальную классификацию                 |
| 15 | Участвовал вне зачёта, либо по отдельной классификации             |
| 18 | Не финишировал, но попал в финальную классификацию                 |
| Сход | Не финишировал                                                     |
| НКВ | Не прошёл квалификацию                                             |
| НПКВ | Не прошёл предквалификацию                                         |
| ДСК | Дисквалифицирован                                                  |
| ИСК | Исключён из протокола соревнований                                 |
| ТТ | Заявлен для участия только в тренировках                           |
| НС | Участвовал в квалификации, но не стартовал в гонке                 |
| Т | Травмирован или болен                                              |
| ОТК | Отказ от участия                                                   |
| НТР | Прибыл на соревнования, но на трассу не выезжал                    |
| НПР | Был заявлен в числе участников, но не прибыл к началу соревнований |
| О | Соревнования отменены                                              |
| | Не участвовал                                                      |
| Поул-позиция |                                                                    |
| Быстрый круг |                                                                    |

| Сезон | Шасси         | Двигатель       | Ш | Гонщики          | 1    | 2    | 3    | 4    | 5   | 6    | 7   | 8    | 9   | 10   | 11  | 12  | 13   | 14   | 15   | 16   | 17   | 18   | 19   | КК | Очки |
| ----- | ------------- | --------------- | - | ---------------- | ---- | ---- | ---- | ---- | --- | ---- | --- | ---- | --- | ---- | --- | --- | ---- | ---- | ---- | ---- | ---- | ---- | ---- | -- | ---- |
| 2010  | Virgin VR-01  | Cosworth CA2010 | B |                  | БАХ  | АВС  | МАЛ  | КИТ  | ИСП | МОН  | ТУР | КАН  | ЕВР | ВЕЛ  | ГЕР | ВЕН | БЕЛ  | ИТА  | СИН  | ЯПО  | КОР  | БРА  | АБУ  | 12 | 0    |
| 2010  | Virgin VR-01  | Cosworth CA2010 | B | Тимо Глок        | Сход | Сход | Сход | Сход | 18  | Сход | 18  | Сход | 19  | 18   | 18  | 18  | 18   | 17   | Сход | 14   | Сход | 20   | Сход | 12 | 0    |
| 2010  | Virgin VR-01  | Cosworth CA2010 | B | Лукас Ди Грасси  | Сход | Сход | 14   | Сход | 19  | Сход | 19  | 19   | 17  | Сход | 17  | 16  | 17   | 20   | 15   | НС   | Сход | НКЛ  | 18   | 12 | 0    |
| 2010  | Virgin VR-01  | Cosworth CA2010 | B | Жером Д’Амброзио |      |      |      |      |     |      |     |      |     |      |     |     |      |      | тест | тест | тест | тест |      | 12 | 0    |
| 2011  | Virgin MVR-02 | Cosworth CA2011 | P |                  | АВС  | МАЛ  | КИТ  | ТУР  | ИСП | МОН  | КАН | ЕВР  | ВЕЛ | ГЕР  | ВЕН | БЕЛ | ИТА  | СИН  | ЯПО  | КОР  | ИНД  | АБУ  | БРА  | 12 | 0    |
| 2011  | Virgin MVR-02 | Cosworth CA2011 | P | Тимо Глок        | НКЛ  | 16   | 21   | НС   | 19  | Сход | 15  | 21   | 16  | 17   | 17  | 18  | 15   | Сход | 20   | 18   | Сход | 19   | Сход | 12 | 0    |
| 2011  | Virgin MVR-02 | Cosworth CA2011 | P | Жером Д’Амброзио | 14   | Сход | 20   | 20   | 20  | 15   | 14  | 22   | 17  | 18   | 19  | 17  | Сход | 18   | 21   | 20   | 16   | Сход | 19   | 12 | 0    |
| 2011  | Virgin MVR-02 | Cosworth CA2011 | P | Роберт Викенс    |      |      |      |      |     |      |     |      |     |      |     |     |      |      |      |      |      | тест |      | 12 | 0    |